# Korita (żupania splicko-dalmatyńska)
Korita – wieś w Chorwacji, w żupanii splicko-dalmatyńskiej, w gminie Otok. W 2011 roku liczyła 3 mieszkańców.